# Bośnia i Hercegowina na Letnich Igrzyskach Olimpijskich 2020
Bośnia i Hercegowina na Letnich Igrzyskach Olimpijskich 2020 – występ kadry sportowców reprezentujących Bośnię i Hercegowinę na igrzyskach olimpijskich, które odbyły się w Tokio w Japonii, w dniach 23 lipca – 8 sierpnia 2021 roku.
Reprezentacja Bośni i Hercegowiny liczyła siedmioro zawodników – czterech mężczyzn i trzy kobiety, którzy wystąpili w 5 dyscyplinach.
Był to ósmy start tego kraju na letnich igrzyskach olimpijskich.

## Reprezentanci

### Judo
| Zawodniczka  | Konkurencja          | 1/16             | 1/8               | Ćwierćfinał      | Półfinał         | Repasaż          | Finał/BM         | Finał/BM |
| Zawodniczka  | Konkurencja          | Przeciwnik Wynik | Przeciwnik Wynik  | Przeciwnik Wynik | Przeciwnik Wynik | Przeciwnik Wynik | Przeciwnik Wynik | Miejsce  |
| ------------ | -------------------- | ---------------- | ----------------- | ---------------- | ---------------- | ---------------- | ---------------- | -------- |
| Larisa Cerić | powyżej 78 kg kobiet | Marenco W 10-0   | Kindzerśka P 0-10 | NQ               | NQ               | NQ               | NQ               | NQ       |

### Lekkoatletyka
| Zawodnik  | Konkurencja            | Runda 1 | Runda 1 | Półfinał | Półfinał | Finał   | Finał   |
| Zawodnik  | Konkurencja            | Czas    | Miejsce | Czas     | Miejsce  | Czas    | Miejsce |
| --------- | ---------------------- | ------- | ------- | -------- | -------- | ------- | ------- |
| Amel Tuka | Bieg na 800 m mężczyzn | 1:45,48 | 13. Q   | 1:44,53  | 7. Q     | 1:45,98 | 6.      |

| Zawodnik    | Konkurencja             | Kwalifikacje | Kwalifikacje | Finał    | Finał   |
| Zawodnik    | Konkurencja             | Rezultat     | Miejsce      | Rezultat | Miejsce |
| ----------- | ----------------------- | ------------ | ------------ | -------- | ------- |
| Mesud Pezer | Pchnięcie kulą mężczyzn | 21,33 m      | 3. Q         | 20,08 m  | 11.     |

### Pływanie
Mężczyźni
| Zawodnik       | Konkurencja        | Eliminacje | Eliminacje | Półfinał | Półfinał | Finał | Finał   |
| Zawodnik       | Konkurencja        | Czas       | Miejsce    | Czas     | Miejsce  | Czas  | Miejsce |
| -------------- | ------------------ | ---------- | ---------- | -------- | -------- | ----- | ------- |
| Emir Muratović | 50 m st. dowolnym  | 22,91      | 42.        | NQ       | NQ       | NQ    | NQ      |
| Emir Muratović | 100 m st. dowolnym | 50,43      | 45.        | NQ       | NQ       | NQ    | NQ      |

Kobiety
| Zawodniczka | Konkurencja          | Eliminacje | Eliminacje | Półfinał | Półfinał | Finał | Finał   |
| Zawodniczka | Konkurencja          | Czas       | Miejsce    | Czas     | Miejsce  | Czas  | Miejsce |
| ----------- | -------------------- | ---------- | ---------- | -------- | -------- | ----- | ------- |
| Lana Pudar  | 100 m st. motylkowym | 58,32      | 19.        | NQ       | NQ       | NQ    | NQ      |

### Strzelectwo
| Zawodniczka       | Konkurencja                          | Kwalifikacje | Kwalifikacje | Finał  | Finał   |
| Zawodniczka       | Konkurencja                          | Punkty       | Miejsce      | Punkty | Miejsce |
| ----------------- | ------------------------------------ | ------------ | ------------ | ------ | ------- |
| Tatjana Đekanović | karabin pneumatyczny, 10 m (kobiety) | 613,2        | 47.          | NQ     | NQ      |

### Taekwondo
| Zawodnik     | Konkurencja    | 1/8              | Ćwierćfinał      | Półfinał         | Repasaż          | Finał/BM         | Finał/BM |
| Zawodnik     | Konkurencja    | Przeciwnik Wynik | Przeciwnik Wynik | Przeciwnik Wynik | Przeciwnik Wynik | Przeciwnik Wynik | Miejsce  |
| ------------ | -------------- | ---------------- | ---------------- | ---------------- | ---------------- | ---------------- | -------- |
| Nedžad Husić | 68 kg mężczyzn | Suzuki W 22-2    | Wael W 8-7       | Rashitov P 5-28  | NQ               | Reçber P 13–22   | 5.       |